# 戴錫之
戴錫之（1879年—1900年），字壽臣，號南蜉，贵州黃平人，清朝政治人物、同進士出身。
光緒十八年（1892年）壬辰科進士，三甲一百六十七名，同年五月，改翰林院庶吉士。为官郁郁不得志，卒于京，年仅32岁。